# Матвеевская (Вожегодский район)
Матвеевская — деревня в Вожегодском районе Вологодской области на реке Неньга.
Входит в состав Мишутинского сельского поселения, с точки зрения административно-территориального деления — в Мишутинский сельсовет.
Расстояние по автодороге до районного центра Вожеги — 69 км, до центра муниципального образования Мишутинской — 3 км. Ближайшие населённые пункты — Чеченинская, Алферьевская, Ивонинская.
По переписи 2002 года население — 11 человек.